# Aeginetia
Aeginetia – rodzaj roślin z rodziny zarazowatych (Orobanchaceae). Obejmuje 6 gatunków występujących w Azji południowo-wschodniej i wschodniej. Są to pasożyty różnych gatunków jednoliściennych, zwykle traw. A. indica jest szkodnikiem w uprawach cukrowca lekarskiego (trzciny cukrowej) – powoduje rozkładanie sacharozy do cukrów prostych. 
Są to rośliny zielne o zredukowanej łodydze. Nad powierzchnię ziemi wyrastają pojedyncze kwiaty na długiej szypułce. Kwiaty mają okazały i barwny kielich okrywający koronę. W torebkach powstaje do 70 tysięcy nasion.

## Systematyka
Pozycja według APweb (aktualizowany system APG IV z 2016)
Rodzaj z rodziny zarazowatych (Orobanchaceae) należącej do rzędu jasnotowców reprezentującego dwuliścienne właściwe.
Wykaz gatunków
- Aeginetia indica L.
- Aeginetia mirabilis (Blume) Bakh.
- Aeginetia pedunculata Wall.
- Aeginetia selebica Bakh.
- Aeginetia sessilis Shivam. & Rajanna
- Aeginetia sinensis Beck